# Silvia Aguete Outón
Silvia Aguete Outón (Pontevedra, 11 de enero de 1987) es una jugadora española de fútbol sala. Juega de portera y su equipo actual es el Torreblanca Melilla de la Primera División de fútbol sala femenino de España. Fue elegida como mejor portera de fútbol sala del mundo el año 2019, en el año 2018 y 2021 fue elegida como segunda mejor portera y en el año 2017 también estaba nominada y finalizó en sexta posición. En la temporada 2017-18 recibió el premio a la mejor portera de la Liga Española de fútbol sala.

## Trayectoria
Comenzó jugando en el Queiroga, luego pasó al Leis de Pontevedra, en la temporada 2013-14 fichó por el Poio Pescamar donde debutó en la primera división. En la temporada 2015-16 se fue a jugar al O pirata FS Moaña de la autonómica gallega para terminar sus estudios para volver al año siguiente otra vez al Poio Pescamar. En la temporada 2021-22 ficha por el Marín Futsal, equipo debutante de la primera división, donde permanece 2 años y en la temporada 2023-24 ficha por el Torreblanca Melilla.

## Selección nacional
Debutó en noviembre de 2013 con la selección española en un partido amistoso contra Portugal. En 2014 participó en el Torneo Mundial de Fútbol Sala Femenino en Costa Rica, donde consiguió la medalla de bronce. En el año 2018 jugó la fase de clasificación para el primera Eurocopa, y en 2019 participó en la Eurocopa de Portugal donde se proclamó campeona. En el año 2022 volvió a ganar la Eurocopa.

## Estadísticas

### Clubes
Actualizado al último partido jugado el 29 de mayo de 2023.
| Club | Div.          | Temporada     | Liga  | Liga  | Liga       | Liga      | Copas nacionales(1) | Copas nacionales(1) | Copas nacionales(1) | Copas nacionales(1) | Torneos internacionales(2) | Torneos internacionales(2) | Torneos internacionales(2) | Torneos internacionales(2) | Total(3) | Total(3) | Total(3)   | Total(3)  |
| Club | Div.          | Temporada     | Part. | Goles | Amonestado | Expulsado | Part.               | Goles               | Amonestado          | Expulsado           | Part.                      | Goles                      | Amonestado                 | Expulsado                  | Part.    | Goles    | Amonestado | Expulsado |
| --- | ------------- | ------------- | ----- | ----- | ---------- | --------- | ------------------- | ------------------- | ------------------- | ------------------- | -------------------------- | -------------------------- | -------------------------- | -------------------------- | -------- | -------- | ---------- | --------- |
| Leis Pontevedra · España |               |               |       |       |            |           |                     |                     |                     |                     |                            |                            |                            |                            |          |          |            |           |
| 2.ª |               |               |       |       |            |           |                     |                     |                     |                     |                            |                            |                            |                            |          |          |            |           |
| |               | -             | -     | -     | -          | -         | -                   | -                   | -                   | -                   | -                          | -                          |                            | -                          | -        | -        |            |           |
| Total club | Total club    | -             | -     | -     | -          | -         | -                   | -                   | -                   | -                   | -                          | -                          | -                          | -                          | -        | -        | -          |           |
| Poio Pescamar FS · España |               |               |       |       |            |           |                     |                     |                     |                     |                            |                            |                            |                            |          |          |            |           |
| 1.ª |               |               |       |       |            |           |                     |                     |                     |                     |                            |                            |                            |                            |          |          |            |           |
| 2013-14 | 27            | 0             | 1     | 0     | -          | -         | -                   | -                   | -                   | -                   | -                          | -                          | 27                         | 0                          | 1        | 0        |            |           |
| 2014-15 | 28            | 2             | 1     | 0     | -          | -         | -                   | -                   | -                   | -                   | -                          | -                          | 28                         | 2                          | 1        | 0        |            |           |
| Total club | Total club    | 55            | 2     | 2     | 0          | -         | -                   | -                   | -                   | -                   | -                          | -                          | -                          | 55                         | 2        | 2        | 0          |           |
| Pirata O Moaña · España |               |               |       |       |            |           |                     |                     |                     |                     |                            |                            |                            |                            |          |          |            |           |
| 2.ª |               |               |       |       |            |           |                     |                     |                     |                     |                            |                            |                            |                            |          |          |            |           |
| 2015-16 |               | -             | -     | -     | -          | -         | -                   | -                   | -                   | -                   | -                          | -                          | -                          | -                          | -        | -        |            |           |
| Total club | Total club    | -             | -     | -     | -          | -         | -                   | -                   | -                   | -                   | -                          | -                          | -                          | -                          | -        | -        | -          |           |
| Poio Pescamar FS · España |               |               |       |       |            |           |                     |                     |                     |                     |                            |                            |                            |                            |          |          |            |           |
| 1.ª |               |               |       |       |            |           |                     |                     |                     |                     |                            |                            |                            |                            |          |          |            |           |
| 2016-17 | 28            | 1             | 2     | 0     | 1          | 0         | 0                   | 0                   | -                   | -                   | -                          | -                          | 29                         | 1                          | 2        | 0        |            |           |
| 2017-18 | 26            | 0             | 0     | 0     | 1          | 0         | 0                   | 0                   | -                   | -                   | -                          | -                          | 27                         | 0                          | 0        | 0        |            |           |
| 2018-19 | 24            | 2             | 1     | 0     | 1          | 0         | 0                   | 0                   | -                   | -                   | -                          | -                          | 25                         | 2                          | 1        | 0        |            |           |
| 2019-20 | 11            | 0             | 0     | 0     | 3          | 0         | 0                   | 0                   | -                   | -                   | -                          | -                          | 14                         | 0                          | 0        | 0        |            |           |
| 2020-21 | 8             | 0             | 0     | 1     | 2          | 0         | 0                   | 0                   | -                   | -                   | -                          | -                          | 10                         | 0                          | 0        | 1        |            |           |
| Total club | Total club    | 97            | 3     | 3     | 1          | 8         | 0                   | 0                   | 0                   | -                   | -                          | -                          | -                          | 105                        | 3        | 3        | 1          |           |
| Marín Futsal · España |               |               |       |       |            |           |                     |                     |                     |                     |                            |                            |                            |                            |          |          |            |           |
| 1.ª |               |               |       |       |            |           |                     |                     |                     |                     |                            |                            |                            |                            |          |          |            |           |
| 2021-22 | 25            | 2             | 0     | 0     | 3          | 0         | 0                   | 0                   | -                   | -                   | -                          | -                          | 28                         | 2                          | 0        | 0        |            |           |
| 2022-23 | 24            | 1             | 1     | 0     | 3          | 2         | 0                   | 0                   | -                   | -                   | -                          | -                          | 27                         | 3                          | 1        | 0        |            |           |
| Total club | Total club    | 49            | 3     | 1     | 0          | 6         | 2                   | 0                   | 0                   | -                   | -                          | -                          | -                          | 55                         | 5        | 1        | 0          |           |
| Total carrera | Total carrera | Total carrera | 201   | 8     | 6          | 1         | 14                  | 2                   | 0                   | 0                   | -                          | -                          | -                          | -                          | 215      | 10       | 6          | 1         |
| (1) Incluye datos de Copa de España / Supercopa de España. (2) Incluye datos de Campeonato de Europa de Clubes. (3) No incluye datos de partidos amistosos. |               |               |       |       |            |           |                     |                     |                     |                     |                            |                            |                            |                            |          |          |            |           |

## Palmarés y distinciones
- Eurocopa:

 2019
 2022
 2023
- Copa de la Reina de España: 1

2024.
- UMBRO Futsal Awards (como mejor portera): 1

2019